# Manfred von Golitschek
Manfred von Golitschek, eigentlich Manfred Golitschek Edler von Elbwart, (* 7. August 1943) ist ein deutscher Mathematiker.
Manfred von Golitschek wurde 1969 bei Paul Otto Runck an der Universität Würzburg promoviert (Die Sätze von Jackson für eine spezielle Polynomklasse).  1974 wurde er Professor in Würzburg. 2008 wurde er emeritiert.
Manfred von Golitschek war Gastwissenschaftler an der University of California, Riverside, der University of Texas at Austin, der Universität Tel Aviv, der University of Alberta at Edmonton, an den Universitäten in Lancaster und Leicester in England, an der Universität Caen und an der Vanderbilt University in Nashville. 
Er befasste sich anfangs mit Analysis, dann auch mit angewandten Fragen (Zusammenarbeit mit Strahlenmedizinern), Graphentheorie und Numerik.

## Schriften (Auswahl)
- mit  George G. Lorentz, Yuly Makovoz: Constructive Approximation: Advanced Problems, Grundlehren der mathematischen Wissenschaften 304, Springer 1996